# Huyện của Thụy Sĩ
Khác hẳn với các quốc gia được tổ chức từ trung ương, tại Liên bang Thụy Sĩ mỗi bang hoàn toàn tự do để quyết định tổ chức hành chính của bang mình. Bởi vậy nên mỗi bang có cấu trúc khác nhau, và đơn vị hành chính ở mỗi bang cũng có thể được gọi khác nhau.
Về nguyên tắc, mỗi bang được chia ra thành những cấp hành chính nhỏ hơn. Cấp hành chính dưới cấp bang thường được định danh khác nhau tùy theo danh xưng ở mỗi bang. Đơn vị hành chính cơ sở ở hầu hết các bang là công xã (gemeinden trong tiếng Đức, commune trong tiếng Pháp, vischnancas trong tiếng Romansh, comuni trong tiếng Ý). Thuật ngữ này thực ra không đồng nhất nghĩa trong tiếng Việt, vì vậy tùy theo quy mô mà có thể hiểu tương ứng với cấp thành phố, công xã hoặc thị trấn. Riêng bang Appenzell Innerrhoden, đơn vị hành chính cơ sở của bang này là huyện (bezirk).
Có 15 bang Thụy Sĩ tổ chức thêm hình thái đơn vị hành chính trung gian giữa cấp bang và cấp xã. Phổ biến nhất là huyện (bezirk trong tiếng Đức, district trong tiếng Pháp và tiếng Romansh, hoặc distretto trong tiếng Ý). Người đứng đầu khu hành chính được gọi là Bezirksammann, Bezirksamtmann, Statthalter hay Regierungsstatthalter. Ở một số bang, danh xưng này cũng có khác biệt tùy theo cách định danh như amt (tương đương thị xã, Luzern), amtsbezirk (tương đương quận, Bern trước 2010), verwaltungskreise (tương đương hạt, Bern sau 2010). Thậm chí có bang còn phân chia mang tính chất lãnh thổ cấp verwaltungsregionen (tương đương cấp vùng), nhưng không mang ý nghĩa đơn vị hành chính chính thức...
Có 7 bang duy trì hình thái 2 cấp hành chính từ đầu là cấp bang và cấp xã là các bang Uri, Obwalden, Nidwalden, Glarus, Zug, Basel-Stadt và Genève. Riêng bang Appenzell Innerrhoden là cấp bang và cấp huyện. Một số các bang khác hủy bỏ đơn vị hành chính cấp huyện gần đây, Appenzell Ausserrhoden vào năm 1995, Schaffhausen vào năm 1999, Sankt Gallen vào năm 2003 và Lucerne vào năm 2007. Ngoài ra, còn một số các bang khác đam xem xét hay đã quyết định hủy bỏ đơn vị hành chính huyện trong tương lai. Schwyz vào năm 2006 đã bầu cử về việc này, nhưng đa số quyết định giữ. Bern vào năm 2006 quyết định giảm con số 26 quận xuống thành 5 hạt. Vaud đã quyết định giảm từ 19 xuống thành 10 huyện. Valais dự định giảm tương tự và ở Thurgau, đang thảo luận để giảm từ 8 xuống thành 4 huyện.
Dưới đây là bảng mô tả danh xưng phân cấp hành chính theo ngôn ngữ chính thức của các bang Thụy Sĩ
| Bang                                                                | Danh xưng cấp huyện                           | Số lượng | Danh xưng cấp xã             | Số lượng | Ngôn ngữ chính thức |
| ------------------------------------------------------------------- | --------------------------------------------- | -------- | ---------------------------- | -------- | ------------------- |
| Aargau Kanton Aargau                                                | Bezirk                                        | 11       | Gemeinde                     | 213      | Đức                 |
| Appenzell Ausserrhoden Kanton Appenzell Ausserrhoden                | bãi bỏ từ năm 1995                            |          | Gemeinden                    | 20       | Đức                 |
| Appenzell Innerrhoden Kanton Appenzell Innerrhoden                  | Bezirk                                        | 6        | không thành lập              |          | Đức                 |
| Basel-Landschaft Kanton Basel-Landschaft                            | Bezirk                                        | 5        | Gemeinden                    | 86       | Đức                 |
| Basel-Stadt Kanton Basel-Stadt                                      | không thành lập                               |          | Gemeinden                    | 3        | Đức                 |
| Bern Kanton Bern Canton de Berne                                    | Verwaltungskreis Arrondissement administratif | 10       | Gemeinden Commune            | 356      | Đức Pháp            |
| Fribourg Canton de Fribourg Kanton Freiburg                         | District Bezirk                               | 11       | Commune Gemeinden            | 163      | Pháp Đức            |
| Genève République et Canton de Genève                               | không thành lập                               |          | Commune                      | 45       | Pháp                |
| Glarus Kanton Glarus                                                | không thành lập                               |          | Gemeinden                    | 3        | Đức                 |
| Graubünden Kantons Graubünden Chantun Grischun Cantone dei Grigioni | Bezirk District Distretto                     | 11       | Gemeinden Vischnancas Comuni | 125      | Đức Romansh Ý       |
| Jura République et Canton du Jura                                   | District                                      | 3        | Commune                      | 57       | Pháp                |
| Luzern Kanton Luzern                                                | Amt                                           | 5        | Gemeinden                    | 83       | Đức                 |
| Neuchâtel République et Canton de Neuchâtel                         | District                                      | 6        | Commune                      | 37       | Pháp                |
| Nidwalden Kanton Nidwalden                                          | không thành lập                               |          | Gemeinden                    | 11       | Đức                 |
| Obwalden Kanton Obwalden                                            | không thành lập                               |          | Gemeinden                    | 7        | Đức                 |
| St. Gallen Kanton Sankt Gallen                                      | bãi bỏ từ năm 2003                            |          | Gemeinden                    | 77       | Đức                 |
| Schaffhausen Kanton Schaffhausen                                    | bãi bỏ từ năm 1999                            |          | Gemeinden                    | 26       | Đức                 |
| Schwyz Kanton Schwyz                                                | Bezirk                                        | 6        | Gemeinden                    | 30       | Đức                 |
| Solothurn Kanton Solothurn                                          | Bezirk                                        | 10       | Gemeinden                    | 109      | Đức                 |
| Thurgau Kanton Thurgau                                              | Bezirk                                        | 5        | Gemeinden                    | 80       | Đức                 |
| Ticino Repubblica e Cantone Ticino                                  | Distretti                                     | 8        | Comuni                       | 135      | Ý                   |
| Uri Kanton Uri                                                      | không thành lập                               |          | Gemeinden                    | 20       | Đức                 |
| Valais Canton du Valais Kanton Wallis                               | District Bezirk                               | 13       | Commune Gemeinden            | 134      | Pháp Đức            |
| Vaud Canton de Vaud                                                 | District                                      | 10       | Commune                      | 318      | Pháp                |
| Zug Kanton Zug                                                      | không thành lập                               |          | Gemeinden                    | 11       | Đức                 |
| Zürich Kanton Zürich                                                | Bezirk                                        | 12       | Gemeinden                    | 169      | Đức                 |

## Zürich

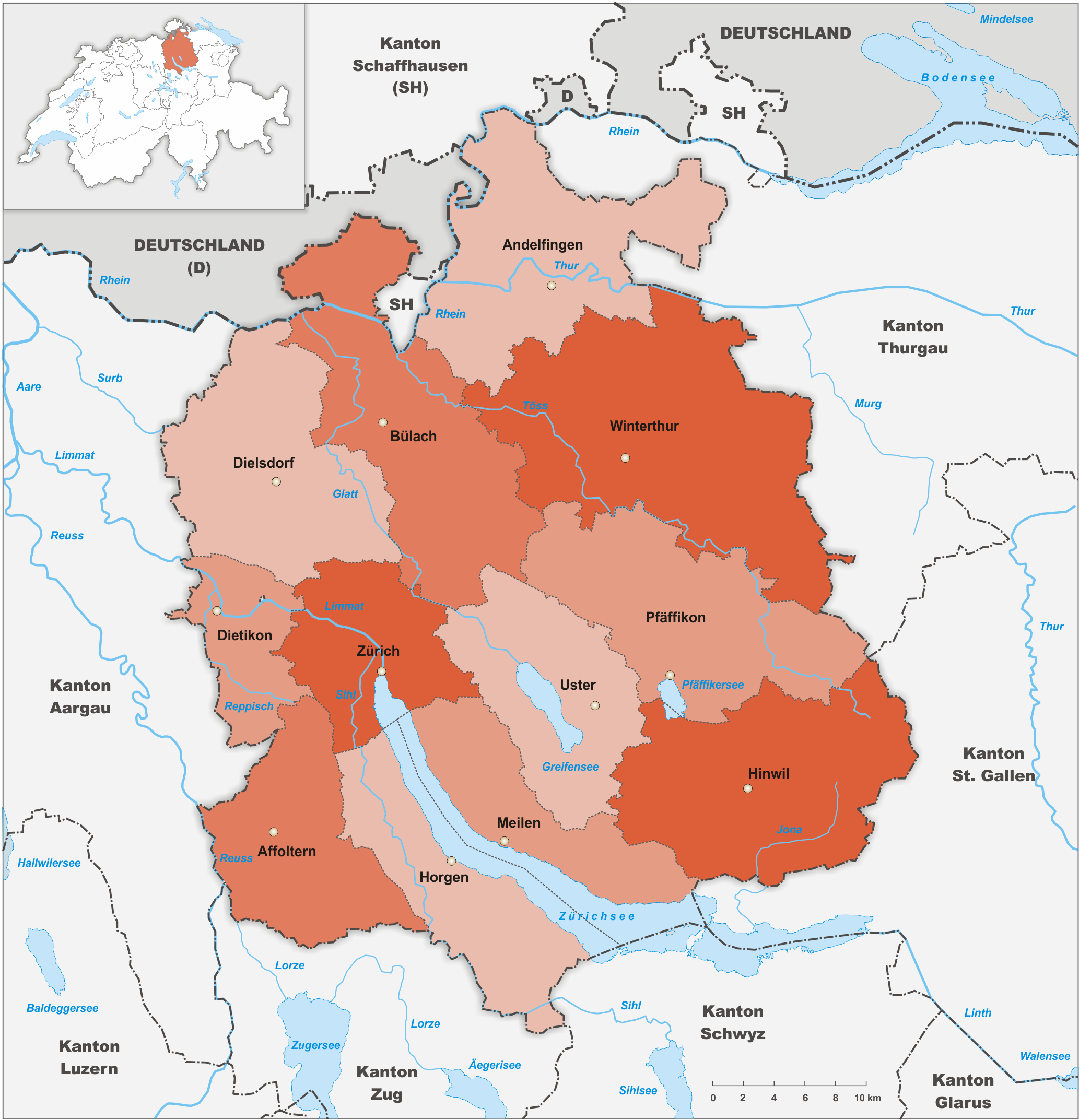
Các huyện của Zürich

Bang Zürich được chia thành 12 huyện (tiếng Đức: Bezirke):
- Affoltern với trung tâm hành chính Affoltern am Albis
- Andelfingen với trung tâm hành chính Andelfingen
- Bülach với trung tâm hành chính Bülach
- Dielsdorf với trung tâm hành chính Dielsdorf
- Dietikon với trung tâm hành chính Dietikon
- Hinwil với trung tâm hành chính Hinwil
- Horgen với trung tâm hành chính Horgen
- Meilen với trung tâm hành chính Meilen
- Pfäffikon với trung tâm hành chính Pfäffikon
- Uster với trung tâm hành chính Uster
- Winterthur với trung tâm hành chính Winterthur
- Zürich bao gồm thành phố Zürich

## Bern

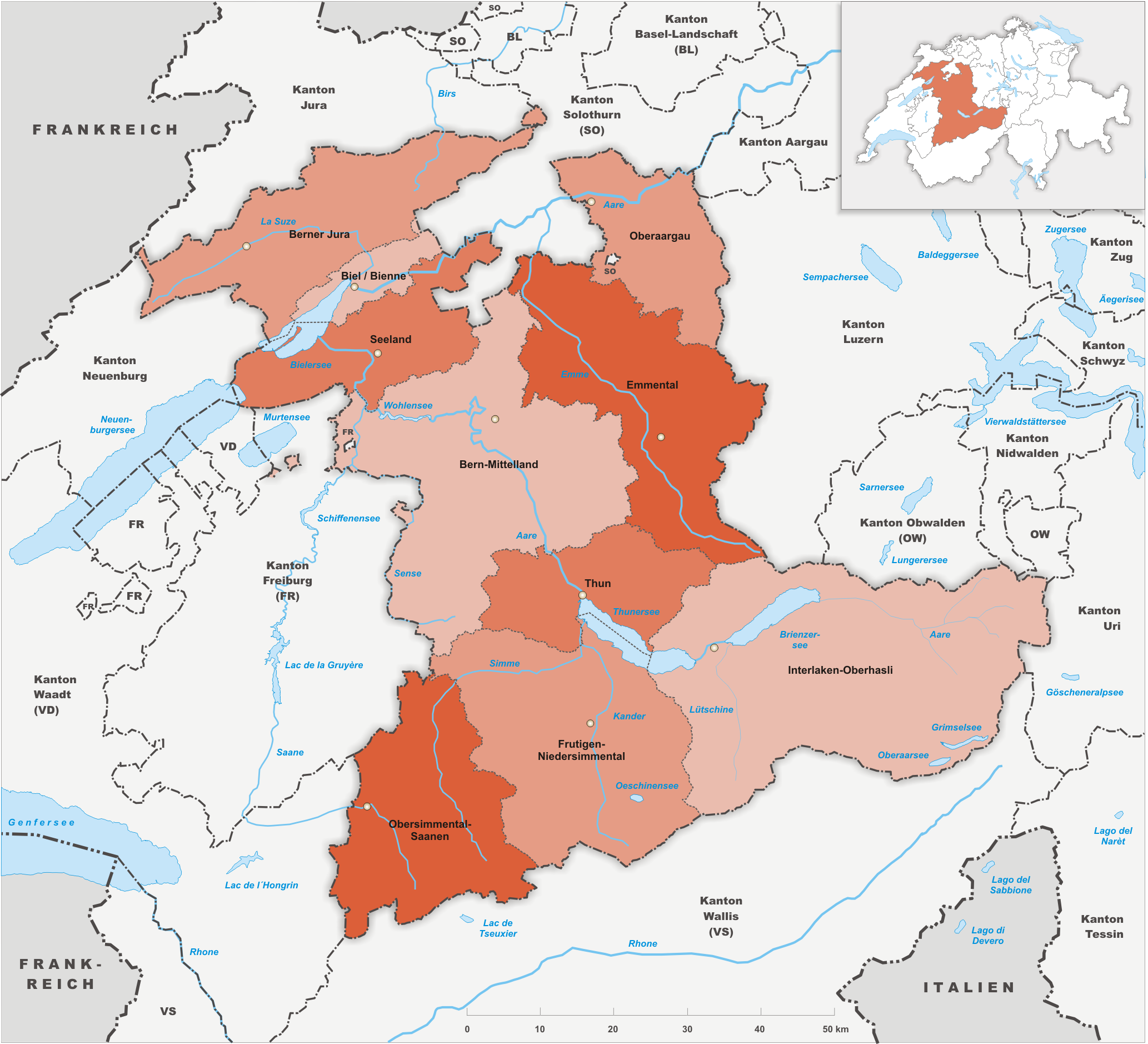
Các huyện của Bern

Bang Bern được chia làm vùng: Berner Jura, Seeland (với 2 "vùng nhỏ", Biel/Bienne và Seeland), Bern-Mittelland, Oberland (với "vùng nhỏ", Thun, Obersimmental-Saanen, Frutigen-Niedersimmental, Interlaken-Oberhasli) và Emmental-Oberaargau (với 2 "vùng nhỏ",, Emmental và Oberaargau)

Sự phân chia hiện thời đã có hiệu lực vào ngày 1 tháng giêng 2010, dựa trên một quyết định vào năm 2006 để hủy bỏ hệ thống huyện trước đó.

Vào ngày 1 tháng giêng 2010, the 26 huyện (Amtsbezirke) được nhập lại thành 10 huyện mới(Verwaltungskreise):
- Bern-Mittelland với trung tâm hành chính Ostermundigen, bao gồm tất cả hay một phần của các huyện trước đây Bern, Fraubrunnen, Konolfingen, Laupen, Schwarzenburg vàSeftigen
- Biel/Bienne với trung tâm hành chính Biel/Bienne, bao gồm tất cả của huyện trước đây là Biel và vào khoảng nửa của huyện Nidau
- Emmental với trung tâm hành chính Langnau im Emmental, bao gồm tất cả hay một phần của các huyện trước đây Burgdorf, Signau và Trachselwald
- Frutigen-Niedersimmental với trung tâm hành chính Frutigen, bao gồm tất cả hay một phần của các huyện trước đâyFrutigen và Niedersimmental
- Interlaken-Oberhasli với trung tâm hành chính Interlaken, bao gồm tất cả hay một phần của các huyện trước đây Interlaken và Oberhasli
- Jura bernois với trung tâm hành chính Courtelary, bao gồm tất cả hay một phần của các huyện trước đâyCourtelary, Moutier và La Neuveville
- Oberaargau với trung tâm hành chính Wangen an der Aare, bao gồm tất cả hay một phần của các huyện trước đây Aarwangen và Wangen
- Obersimmental-Saanen với trung tâm hành chính Saanen, bao gồm tất cả hay một phần của các huyện trước đây Obersimmental và Saanen
- Seeland với trung tâm hành chính Aarberg, bao gồm tất cả hay một phần của các huyện trước đây Aarberg, Büren, Erlach và Nidau
- Thun với trung tâm hành chính Thun, bao gồm tất cả của các huyện trước đây Thun

## Lucerne
Bang Lucerne được chia làm 5 huyện:

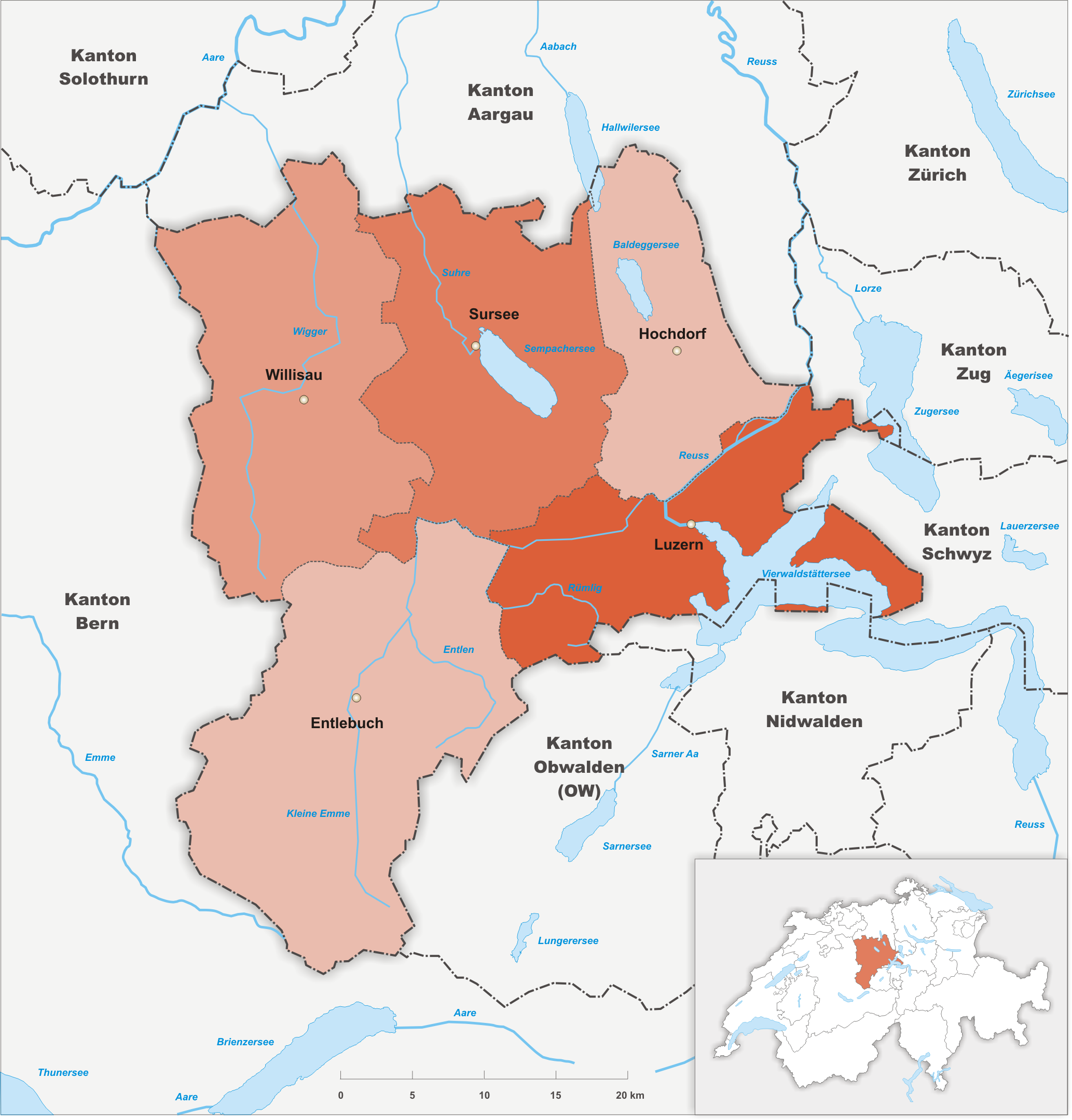
Các huyện của Lucerne

- Entlebuch với trung tâm hành chính Schüpfheim
- Hochdorf với trung tâm hành chính Hochdorf
- Luzern với trung tâm hành chính Luzern
- Sursee với trung tâm hành chính Sursee
- Willisau với trung tâm hành chính Willisau

Những huyện này đã bị hủy bỏ theo hiến pháp mới của bang vào năm 2007, mặc dù chúng vẫn tiếp tục được dùng như là các huyện bầu cử.

## Schwyz

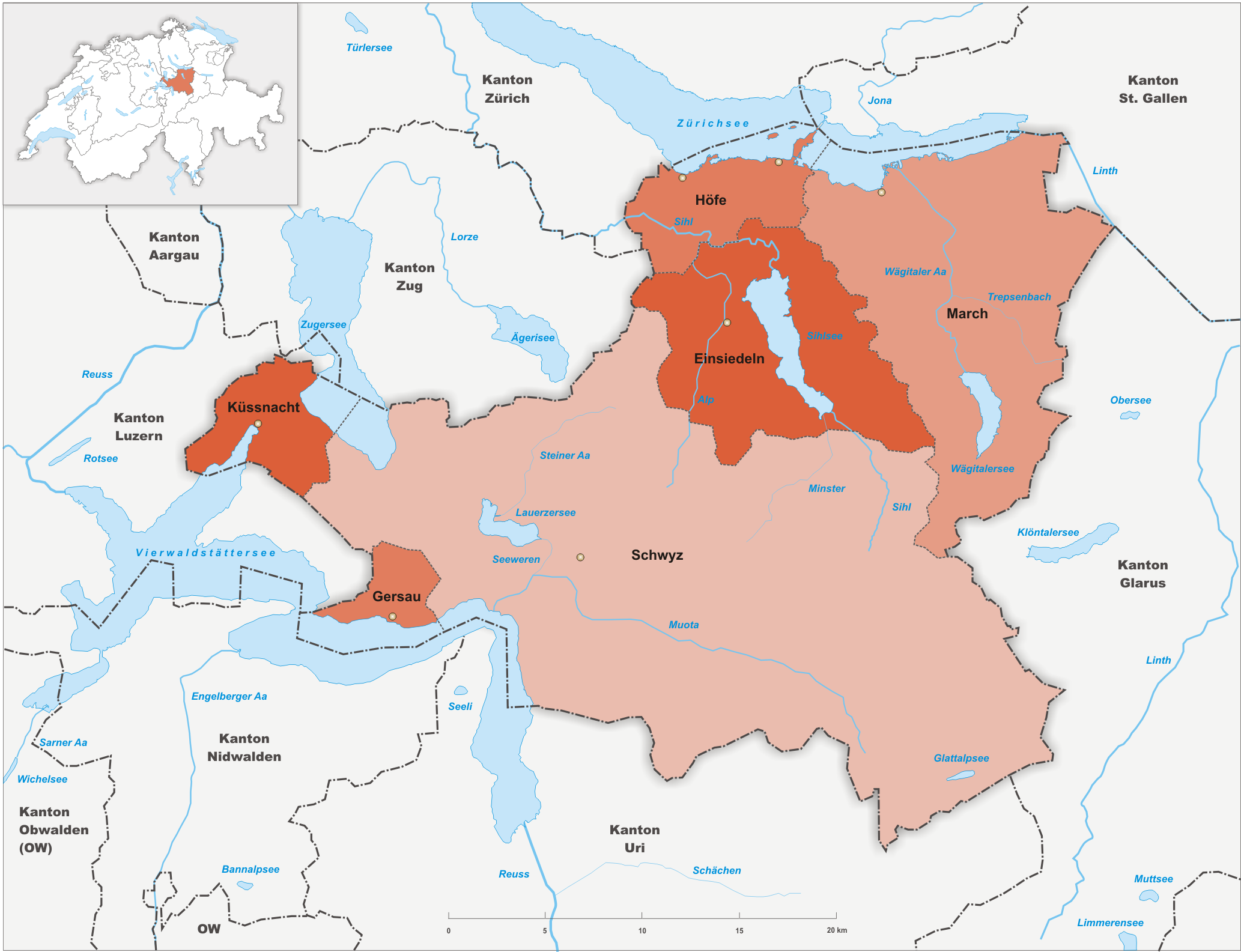
Các huyện của Schwyz

Bang Schwyz được chia thành 6 huyện:
- Einsiedeln chỉ có một thị trấn cùng tên
- Gersau chỉ có một thị trấn cùng tên
- Höfe với trung tâm hành chính luân chuyển giữa Wollerau và làng Pfäffikon
- Küssnacht chỉ có một thị trấn cùng tên
- March với trung tâm hành chính Lachen
- Schwyz với trung tâm hành chính Schwyz

## Fribourg

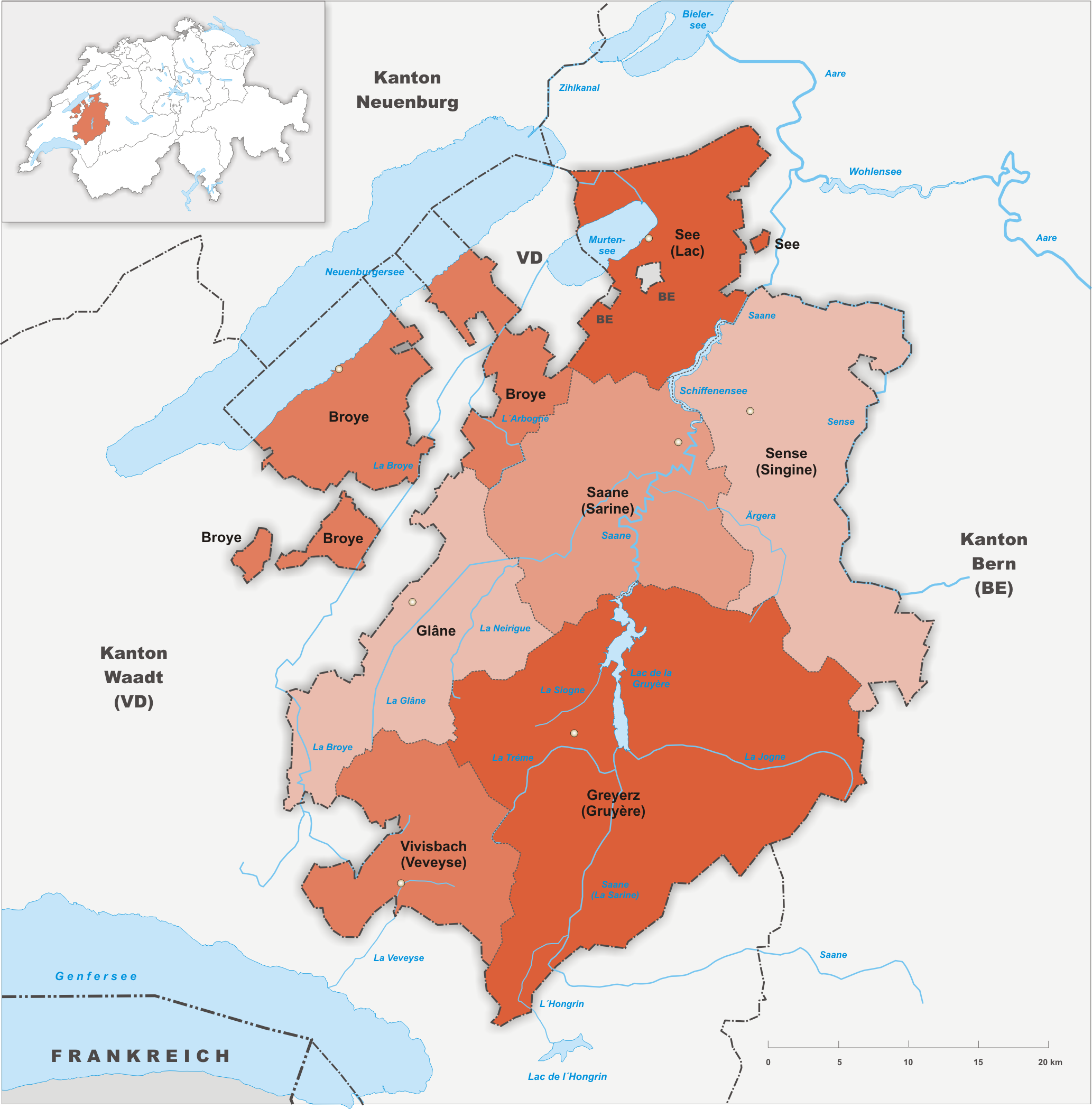
Các huyện của Fribourg

Fribourg (bang) được chia thành 7 huyện:
- Broye với trung tâm hành chính Estavayer-le-Lac
- Glâne với trung tâm hành chính Romont
- Gruyère với trung tâm hành chính Bulle
- Saane với trung tâm hành chính Fribourg
- See với trung tâm hành chính Murten
- Sense với trung tâm hành chính Tafers
- Veveyse với trung tâm hành chính Châtel-Saint-Denis

## Solothurn

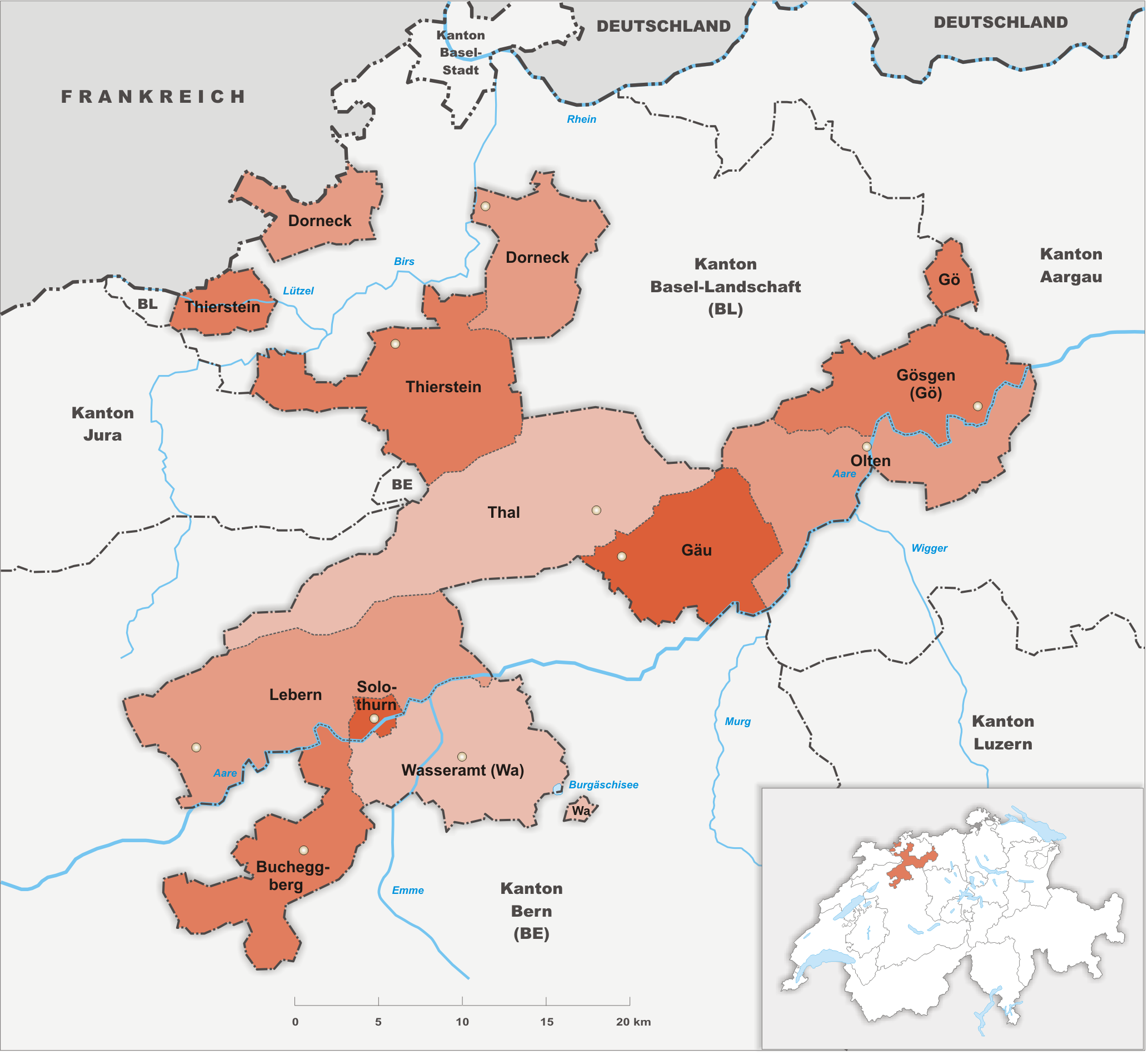
Các huyện của Solothurn

Từ năm 2005, 10 huyện của Solothurn được nhập lại thành 5 vùng bầu cử, gọi là Amtei. Từ đó, huyện chỉ được dùng để thống kê. 
- Bucheggberg, Amtei Wasseramt-Bucheggberg
- Dorneck, Amtei Dorneck-Thierstein (unofficially Schwarzbubenland)
- Gäu, Amtei Thal-Gäu
- Gösgen, Amtei Olten-Gösgen (unofficially Niederamt)
- Lebern, Amtei Solothurn-Lebern
- Olten, Amtei Olten-Gösgen
- Solothurn, Amtei Solothurn-Lebern
- Thal, Amtei Thal-Gäu
- Thierstein, Amtei Dorneck-Thierstein
- Wasseramt, Amtei Wasseramt-Bucheggberg

## Basel-Landschaft

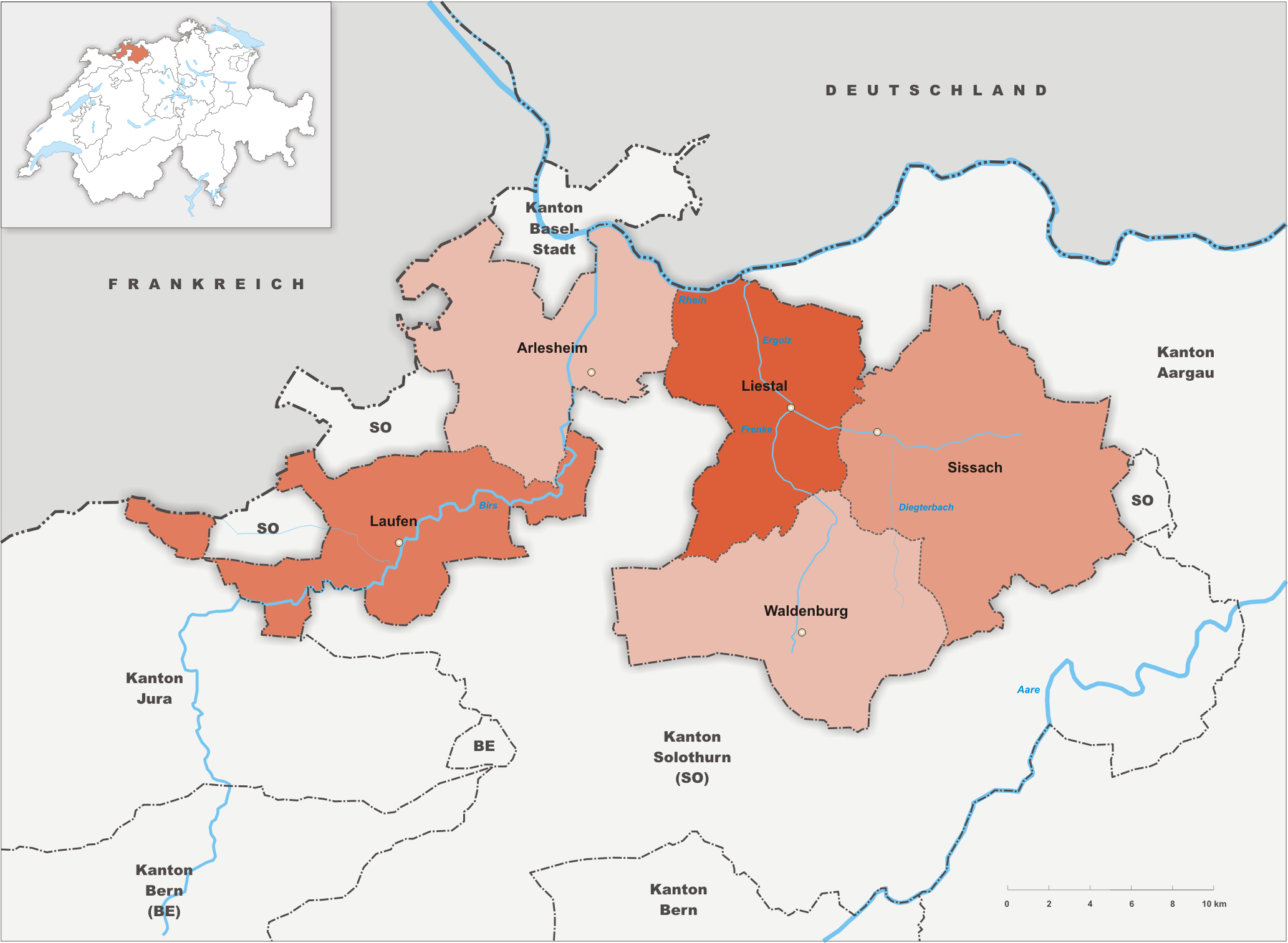
Các huyện của Basel-Landschaft

Basel-Landschaft được chia làm 5 huyện:
- Arlesheim với trung tâm hành chính Arlesheim
- Laufen với trung tâm hành chính Laufen
- Liestal với trung tâm hành chính Liestal
- Sissach với trung tâm hành chính Sissach
- Waldenburg với trung tâm hành chính Waldenburg

## Appenzell Innerrhoden

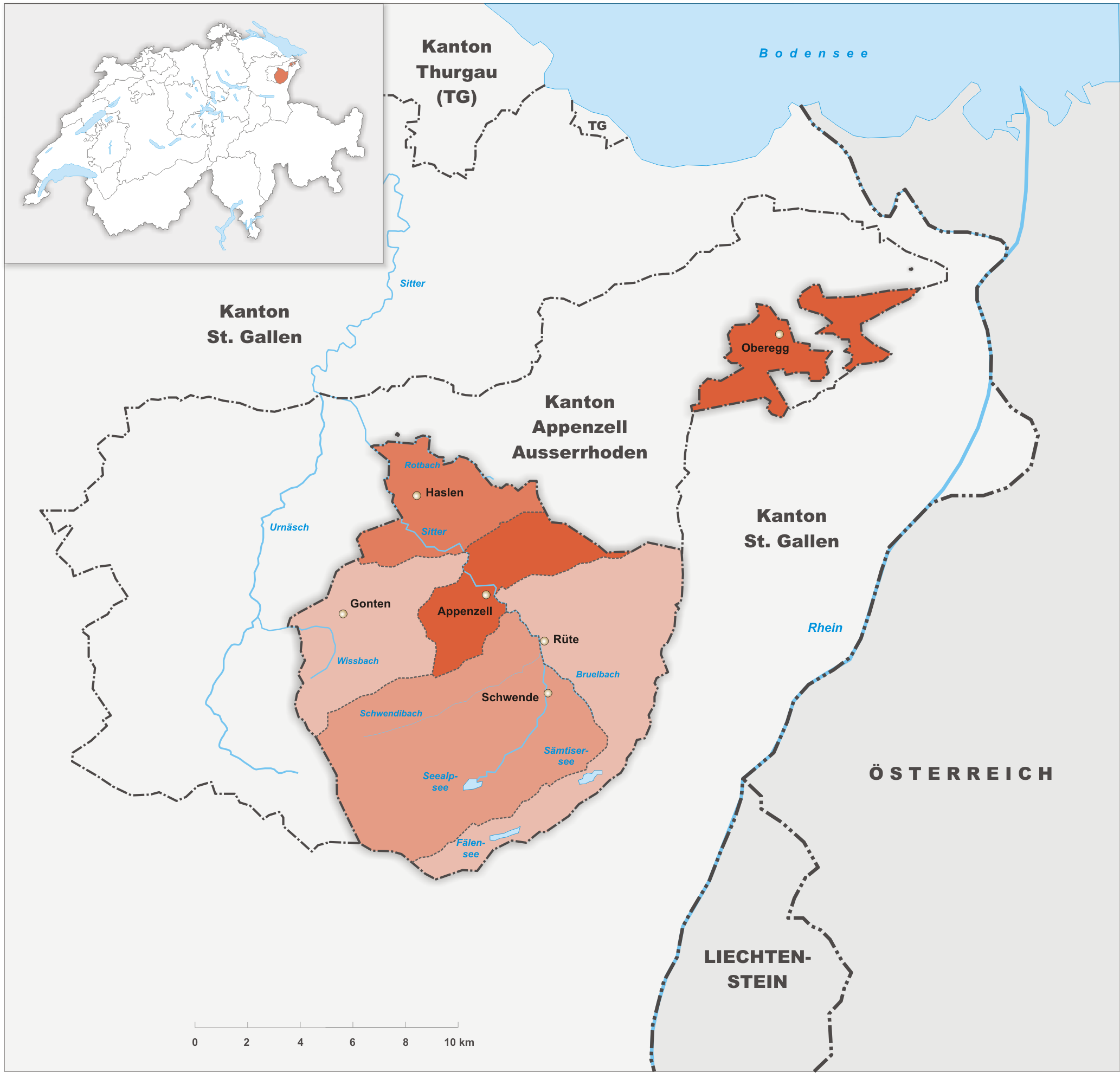
Các huyện của Appenzell Innerrhoden

Tại Appenzell Innerrhoden, huyện là đơn vị hành chính thấp nhất: chúng không chia ra thành các xã. Bởi vì thế, về vấn đề cứu hỏa, nhiên liệu và nước., thành phố Appenzell có một xã cho mục đích đặc biệt này Feuerschaugemeinde.
Kanton được chia làm 6 huyện:
- Appenzell
- Gonten
- Oberegg
- Rüte
- Schlatt-Haslen
- Schwende

## St. Gallen

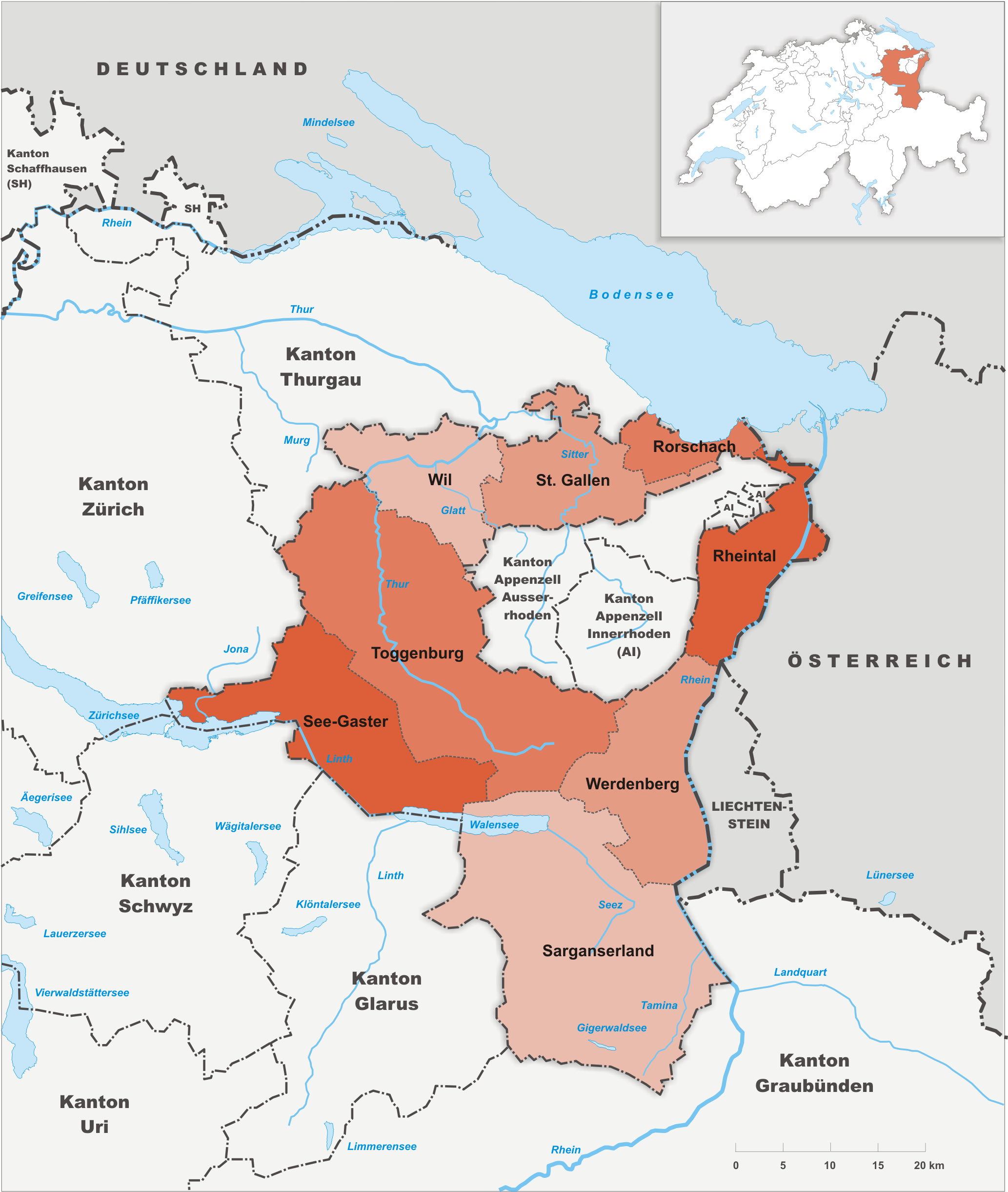
Constituencies of St. Gallen

Thebang abolished the district level in 2003, but it remains divided into eight constituencies (Wahlkreise) without administrative significance:
- Rheintal với trung tâm hành chính Altstätten
- Rorschach với trung tâm hành chính Rorschach
- Sarganserland với trung tâm hành chính Sargans
- See-Gaster với trung tâm hành chính Rapperswil-Jona
- St. Gallen với trung tâm hành chính St. Gallen
- Toggenburg với trung tâm hành chính Lichtensteig
- Werdenberg với trung tâm hành chính Buchs
- Wil với trung tâm hành chính Wil

## Graubünden

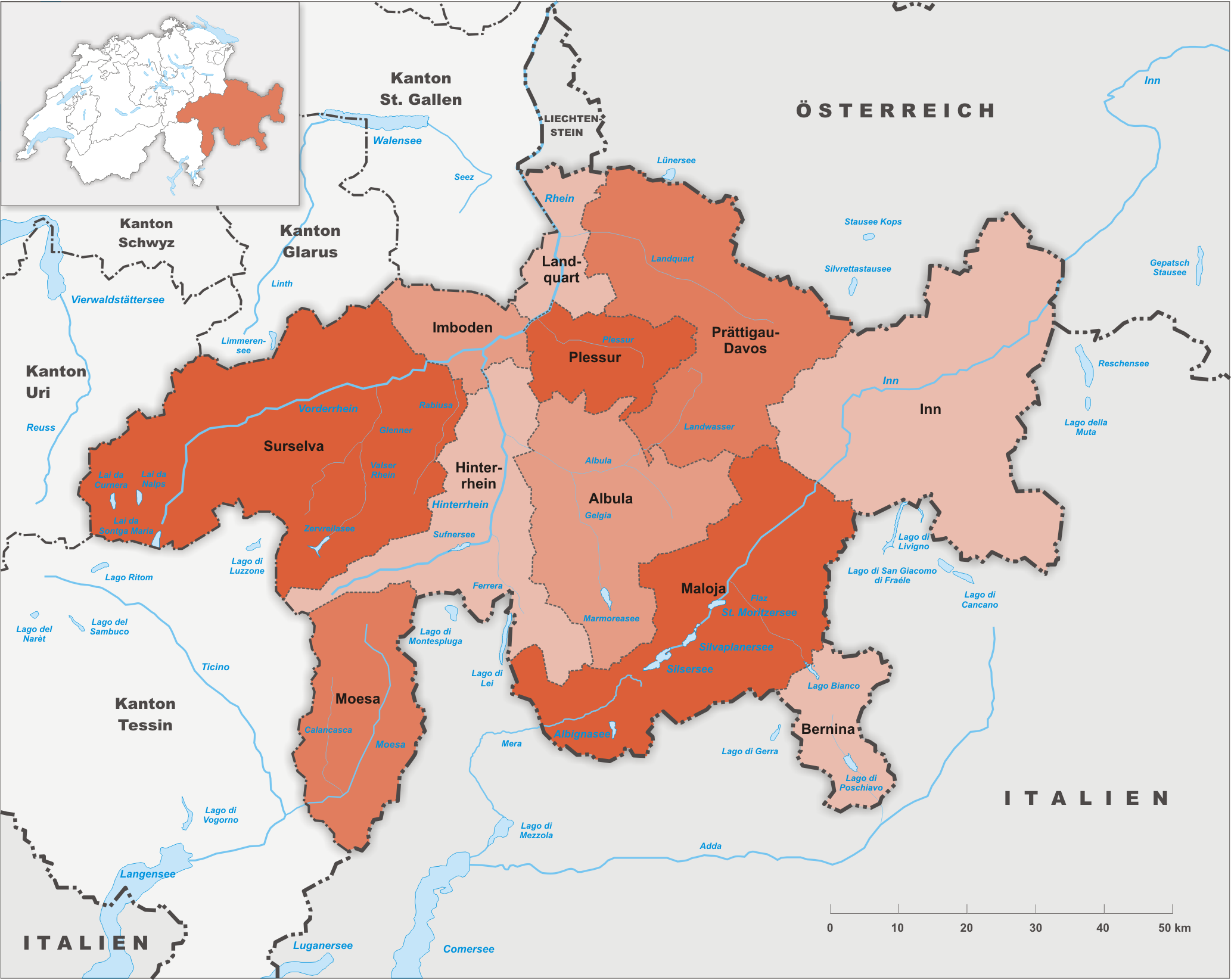
Các huyện của Graubünden

Graubünden is divided into 11 districts:
- Albula với trung tâm hành chính Tiefencastel
- Bernina với trung tâm hành chính Poschiavo
- Hinterrhein với trung tâm hành chính Thusis
- Imboden với trung tâm hành chính Domat/Ems
- Inn với trung tâm hành chính Scuol
- Landquart với trung tâm hành chính Landquart
- Maloja với trung tâm hành chính Samedan
- Moesa với trung tâm hành chính Roveredo
- Plessur với trung tâm hành chính Chur
- Prättigau/Davos với trung tâm hành chính Davos
- Surselva với trung tâm hành chính Ilanz

## Aargau

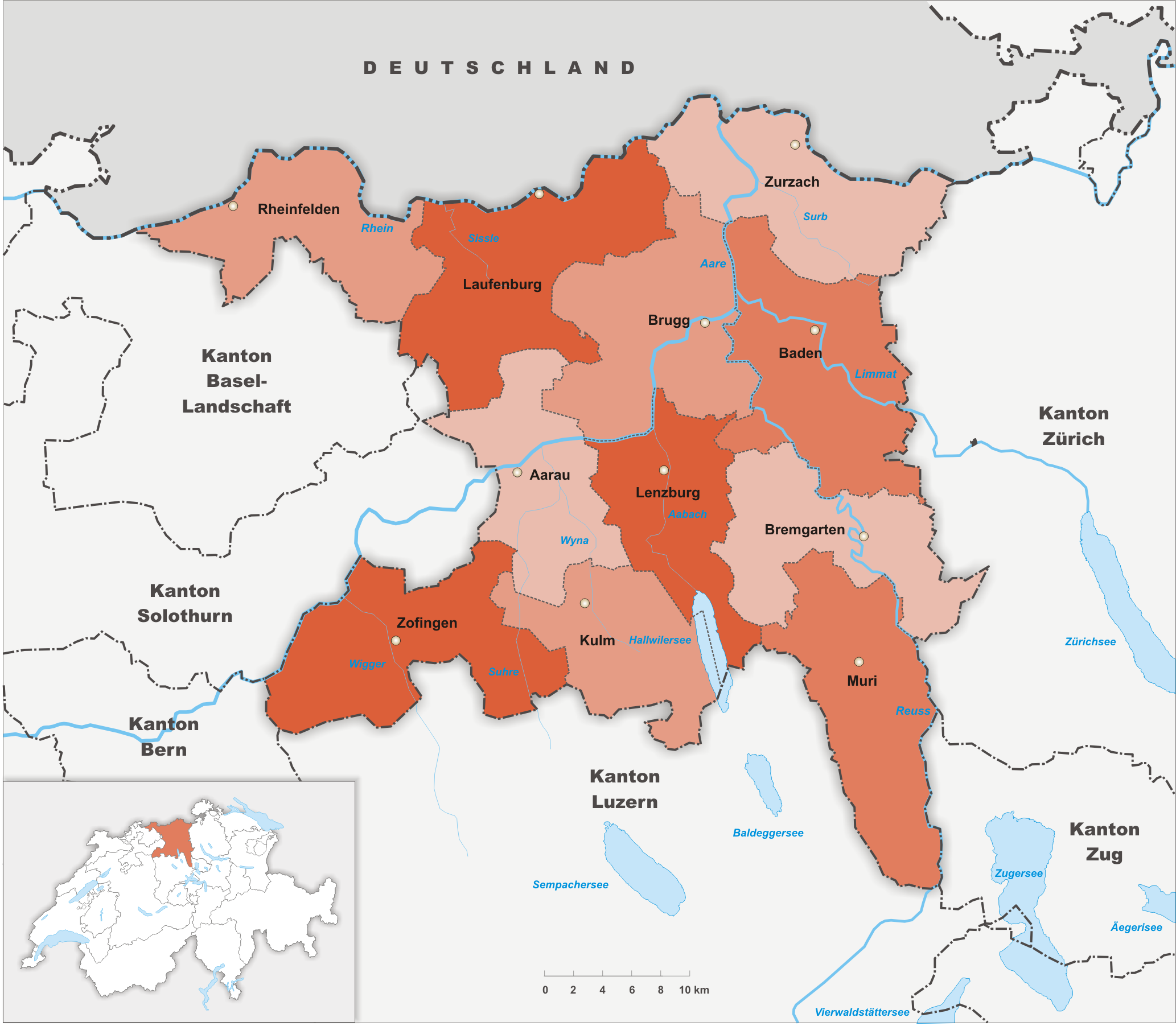
Các huyện của Aargau

Aargau is divided into 11 districts:
- Aarau với trung tâm hành chính Aarau
- Baden với trung tâm hành chính Baden
- Bremgarten với trung tâm hành chính Bremgarten
- Brugg với trung tâm hành chính Brugg
- Kulm với trung tâm hành chính Unterkulm
- Laufenburg với trung tâm hành chính Laufenburg
- Lenzburg với trung tâm hành chính Lenzburg
- Muri với trung tâm hành chính Muri
- Rheinfelden với trung tâm hành chính Rheinfelden
- Zofingen với trung tâm hành chính Zofingen
- Zurzach với trung tâm hành chính Zurzach

## Thurgau

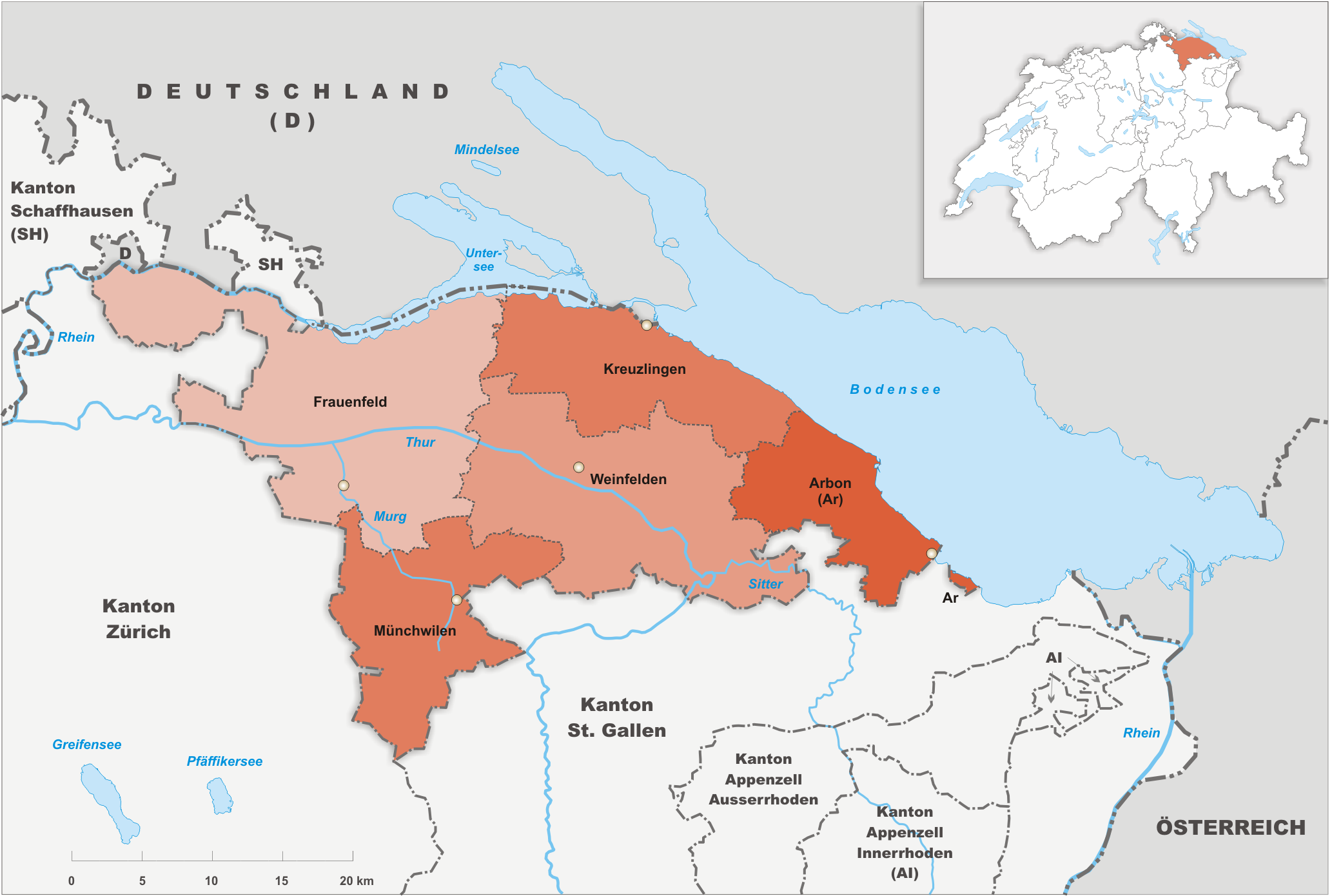
Các huyện của Thurgau

Thurgau is divided into five districts, and each is named after its capital:
- Arbon với trung tâm hành chính Arbon
- Frauenfeld với trung tâm hành chính Frauenfeld
- Kreuzlingen với trung tâm hành chính Kreuzlingen
- Münchwilen với trung tâm hành chính Münchwilen
- Weinfelden với trung tâm hành chính Weinfelden

## Ticino
Ticino is divided into 8 districts:

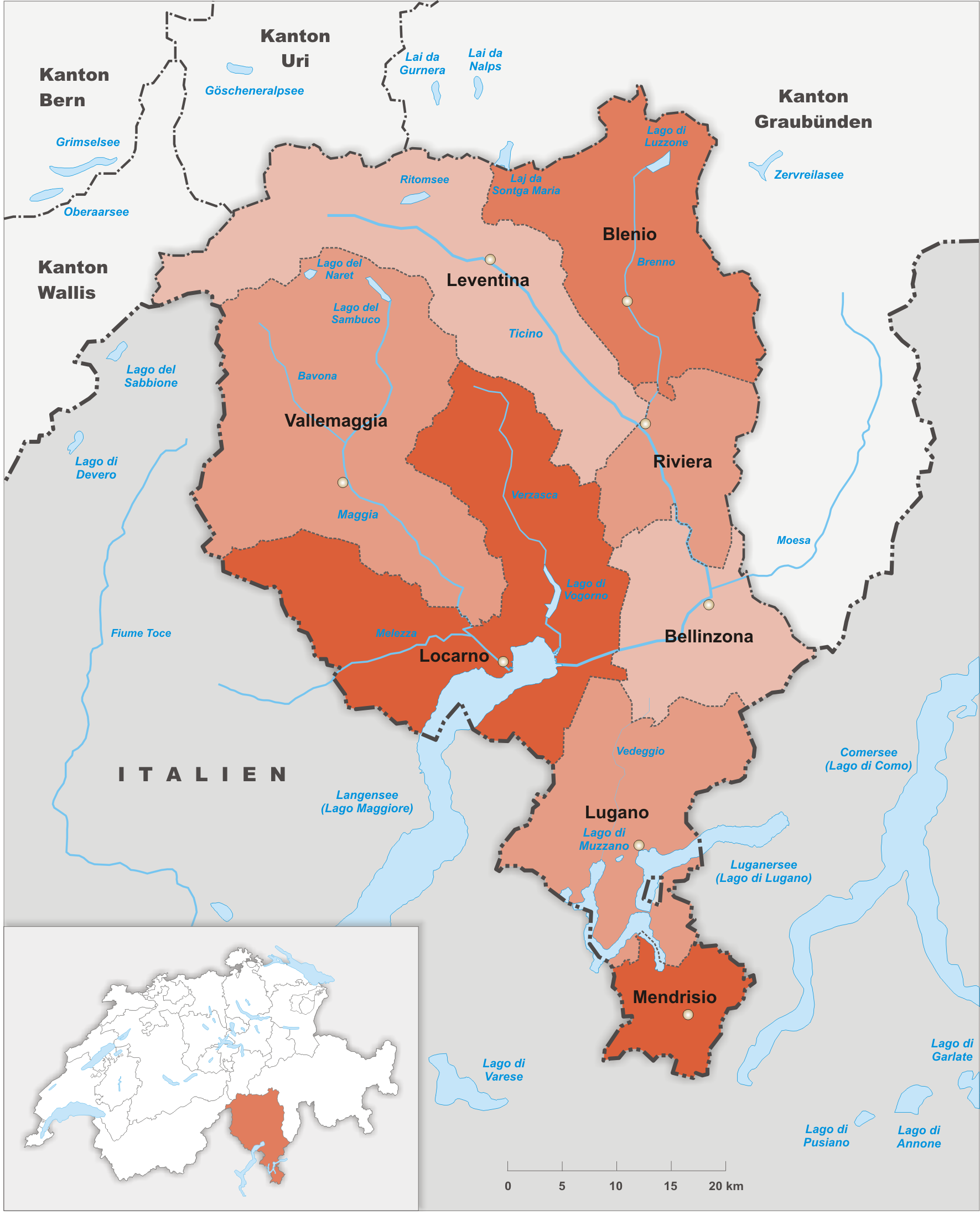
Các huyện của Ticino

- Bellinzona với trung tâm hành chính Bellinzona
- Blenio với trung tâm hành chính Acquarossa
- Leventina với trung tâm hành chính Faido
- Locarno với trung tâm hành chính Locarno
- Lugano với trung tâm hành chính Lugano
- Mendrisio với trung tâm hành chính Mendrisio
- Riviera với trung tâm hành chính Biasca
- Vallemaggia với trung tâm hành chính Cevio

## Vaud
Vaud is divided into 10 districts:

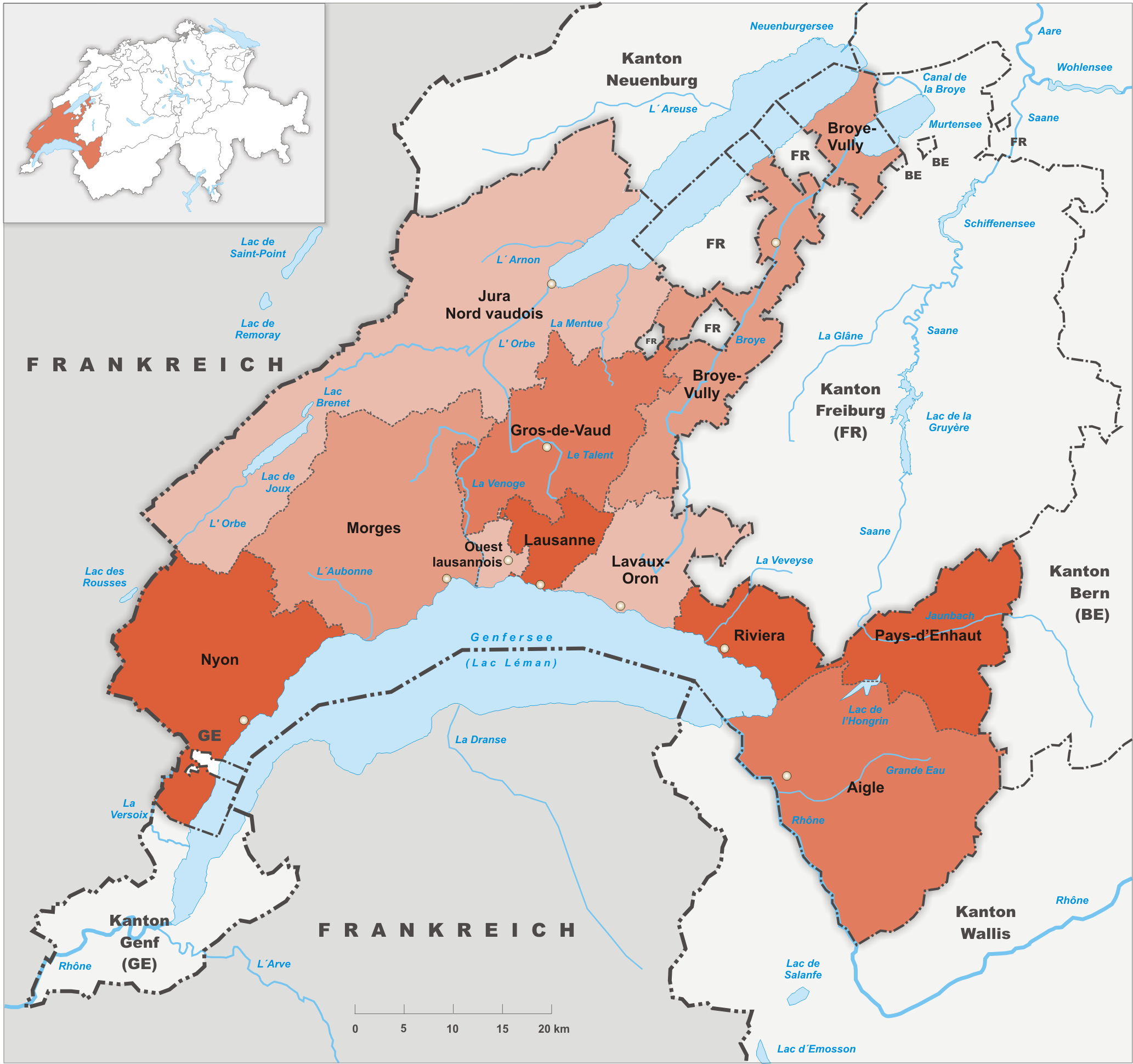
Các huyện của Vaud

- Aigle với trung tâm hành chính Aigle
- Broye-Vully với trung tâm hành chính Payerne
- Gros-de-Vaud với trung tâm hành chính Echallens
- Jura-North Vaudois với trung tâm hành chính Yverdon-les-Bains
- Lausanne với trung tâm hành chính Lausanne
- Lavaux-Oron với trung tâm hành chính Cully
- Morges với trung tâm hành chính Morges
- Nyon với trung tâm hành chính Nyon
- Riviera-Pays-d'Enhaut với trung tâm hành chính Vevey
- Ouest Lausannois với trung tâm hành chính Renens

## Valais

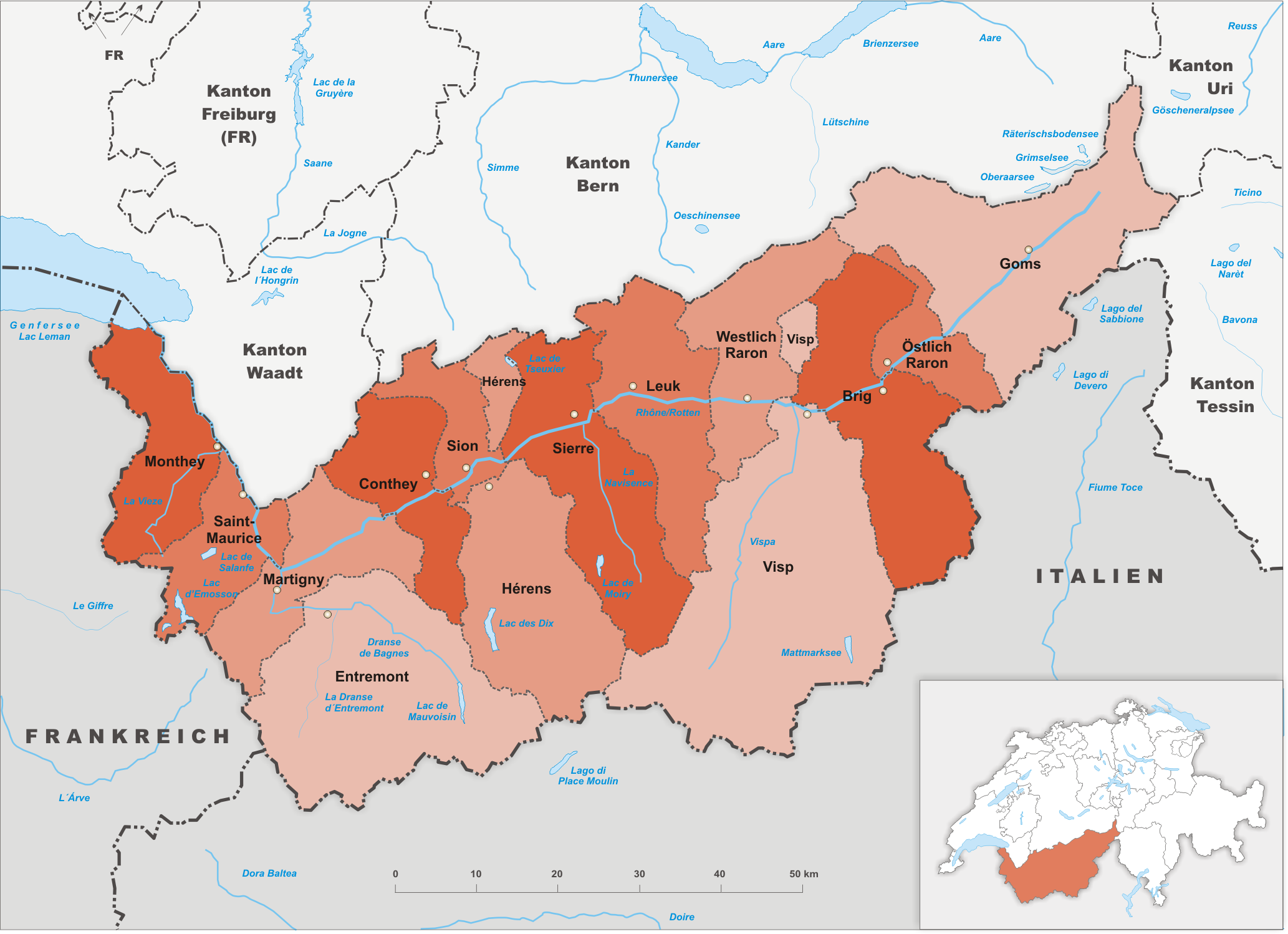
Các huyện của Valais

Valais is divided into 13 districts:
- Brig với trung tâm hành chính Brig-Glis
- Conthey với trung tâm hành chính Conthey
- Entremont với trung tâm hành chính Sembrancher
- Goms với trung tâm hành chính Münster-Geschinen
- Hérens với trung tâm hành chính Evolène
- Leuk với trung tâm hành chính Leuk
- Martigny với trung tâm hành chính Martigny
- Monthey với trung tâm hành chính Monthey
- Saint-Maurice với trung tâm hành chính Saint-Maurice
- Sierre với trung tâm hành chính Sierre
- Sion với trung tâm hành chính Sion
- Visp với trung tâm hành chính Visp

District Raron is divided into:
- Östlich Raron với trung tâm hành chính Mörel-Filet
- Westlich Raron với trung tâm hành chính Raron

## Neuchâtel

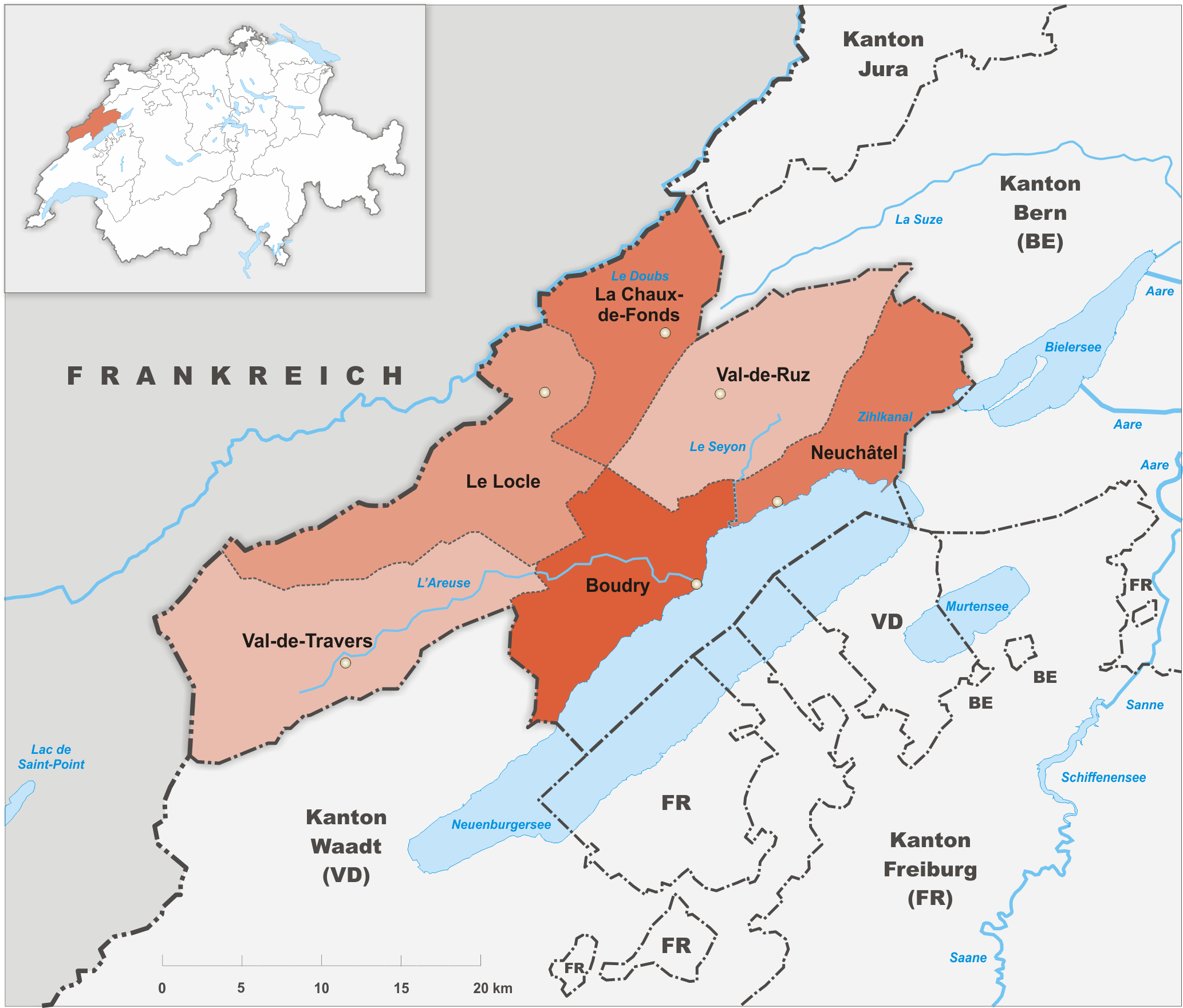
Các huyện của Neuchâtel

The Canton of Neuchâtel is divided into 6 districts:
- Boudry với trung tâm hành chính Boudry
- La Chaux-de-Fonds với trung tâm hành chính La Chaux-de-Fonds
- Le Locle với trung tâm hành chính Le Locle
- Neuchâtel với trung tâm hành chính Neuchâtel
- Val-de-Ruz với trung tâm hành chính Cernier
- Val-de-Travers với trung tâm hành chính Val-de-Travers

## Jura

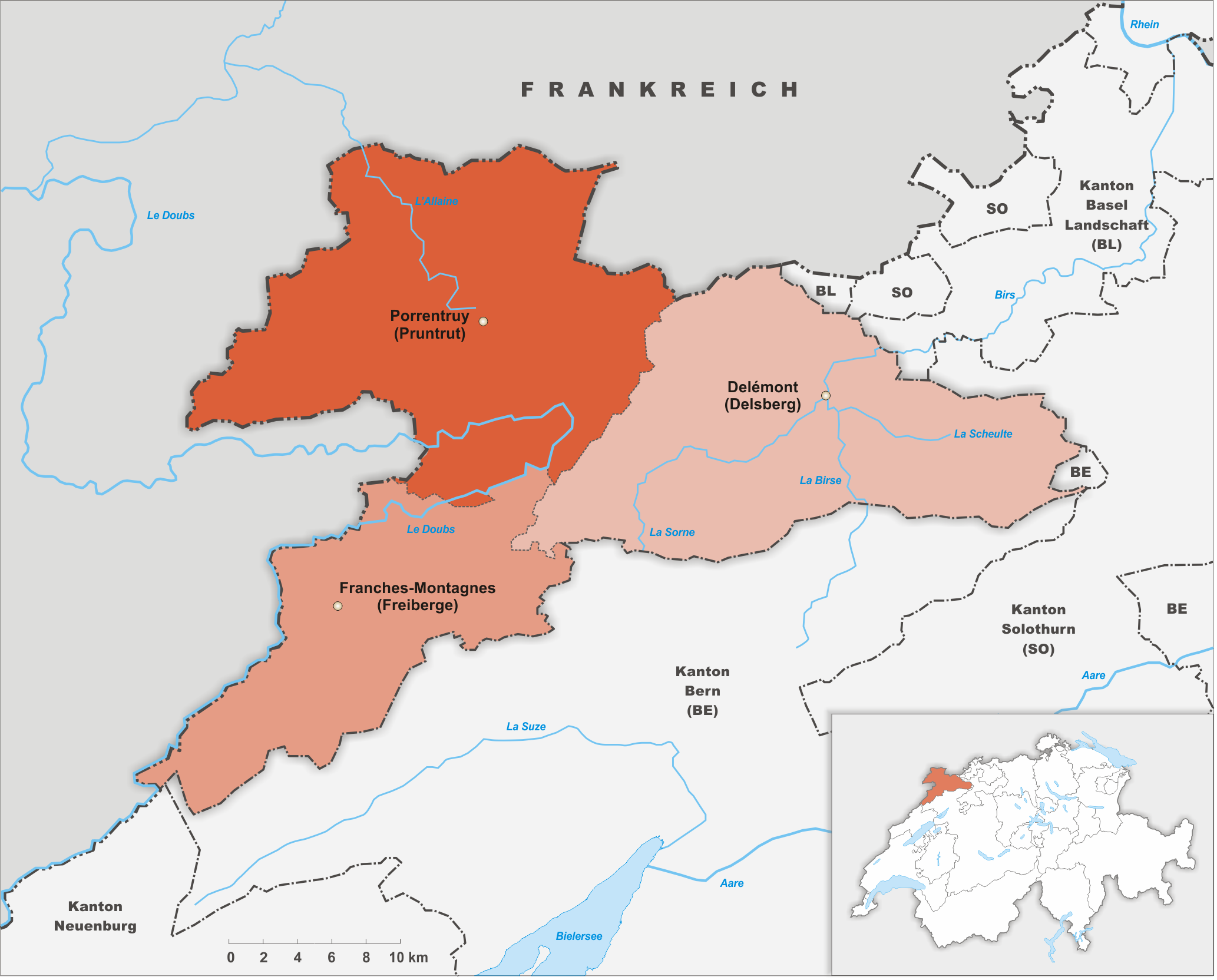
Các huyện của Jura

The Canton of Jura is divided into 3 districts:
- Delémont với trung tâm hành chính Delémont
- Porrentruy với trung tâm hành chính Porrentruy
- Franches-Montagnes với trung tâm hành chính Saignelégier